# Tassetten
Die Tassetten, auch Beintaschen, (franz.) Tuiles, (ital.) Fiancali oder Scarselloni, sind Oberschenkelschützer an historischen, europäischen Rüstungen.

## Beschreibung
Die Tassetten bestehen aus Stahl. Meist sind sie in quadratischer-, rechteckiger oder auch am Ende abgerundeter Form gestaltet. Es gibt sie in verschiedenen Versionen, die, je nach der Form, auch unterschiedlich benannt und eingeordnet werden:
- Tassetten, Beintaschen: Reichen vom unteren Ende des Brustpanzers bis etwa zur Mitte des Oberschenkels. Sie bestehen in der Regel aus einer Platte je Bein, die aus einem Stück oder aus einzelnen Stahlstreifen bestehen und mit Lederriemen und Nieten beweglich miteinander verbunden sind. Die Unterseite ist oft mit Stoffen gepolstert. Sie finden sich fast an allen europäischen Harnischarten.

- Schöße: Reichen vom unteren Ende des Brustpanzers bis kurz unterhalb der Knie. Sie können aus einzelnen Platten bestehen oder durch ein Zwischenstück verbunden sein. Sie gleichen dann einer Art Schürze. Der obere Teil läuft von Körperseite zu Körperseite bis etwa kurz unter die Genitalien. Dort sind die Tassetten durch Lederbänder oder Nieten miteinander verbunden. Die langen Schöße werden oft noch mit Lederbändern unterhalb der Knie oder auch zusätzlich um den Oberschenkel fixiert. Sie sind häufig an Reiterharnischen zu finden.

- Vorderschurz: Reichen vom unteren Rand des Brustpanzers bis etwa zur Hälfte des Oberschenkels. Der Aufbau gleicht den Schößen, jedoch sind sie kürzer. Sie sind am Brustpanzer so angebracht, dass sie leicht nach vorn stehen. Dies diente dazu, die Bequemlichkeit des Trägers auf dem Pferd zu erhöhen. Durch das Vorstehen erhielt der Oberschenkel mehr Bewegungsfreiheit. Diese Rüstungsart findet sich an Reiterharnischen[1].